# Ермінія Аррате
Ермінія Аррате Рамірес (1 липня 1895 — 12 березня 1941) — чилійська художниця та скульпторка, перша леді Чилі (у шлюбі з президентом Карлосом Еспінозою).

## Біографія
Народилася в Сантьяго, Чилі, в родині полковника Мігеля Аррате Ларраїна та Делії Рамірес Моліни та онука Елеутеріо Раміреса, героя Тихоокеанської війни (кампанія Тарапаки). 
З дитинства цікавилася мистецтвом, особливо живописом, будучи ученицею Фернандо Альвареса де Сотомайора та Пабло Буршарда. У 1927 році здійснила подорож до Європи. 
У 1932 році одружилася з журналістом Карлосом Давілу Еспінозою. 
Померла в Сантьяго в 1941 році.